# Flatgrundet (i Obbnäsfjärden, Ingå)
Flatgrundet är en ö i Finland. Den ligger i Finska viken och i kommunen Ingå i landskapet Nyland, i den södra delen av landet. Ön ligger omkring 44 kilometer sydväst om Helsingfors.
Öns area är 0,4 hektar och dess största längd är 150 meter i sydväst-nordöstlig riktning. Närmaste större samhälle är Kyrkslätt, 18,7 km nordost om Flatgrundet.